# Susanna Sullivan
Susanna Sullivan (13 maggio 1990) è una mezzofondista e maratoneta statunitense.

## Palmarès
| Anno | Manifestazione | Sede     | Evento   | Risultato | Prestazione | Note |
| ---- | -------------- | -------- | -------- | --------- | ----------- | ---- |
| 2023 | Mondiali       | Budapest | Maratona | 58ª       | 2h44'24"    |      |

## Campionati nazionali
2015
- 21ª ai campionati statunitensi di mezza maratona - 1h13'13"
- 13ª ai campionati statunitensi di 20 km su strada - 1h10'55"
- 19ª ai campionati statunitensi di 10 miglia su strada - 56'01"

2016
- 20ª ai campionati statunitensi di 10 miglia su strada - 57'32"

2017
- 13ª ai campionati statunitensi di mezza maratona - 1h15'53"
- 14ª ai campionati statunitensi di 20 km su strada - 1h11'53"

2021
- 9ª ai campionati statunitensi di mezza maratona - 1h11'58"
- 12ª ai campionati statunitensi di 10 miglia su strada - 54'37"
- 8ª ai campionati statunitensi di 10 km su strada - 33'02"

2022
- 17ª ai campionati statunitensi, 10000 m piani - 32'12"77
- 11ª ai campionati statunitensi di 5 km su strada - 15'46"
- 33ª ai campionati statunitensi di corsa campestre - 47'25"

2023
- 7ª ai campionati statunitensi di 10 miglia su strada - 53'25"
- 8ª ai campionati statunitensi di corsa campestre - 33'14"

2024
- 13ª ai campionati statunitensi di corsa campestre - 35'25"

## Altre competizioni internazionali
2021
- 15ª alla Maratona di Boston ( Boston) - 2h33'22"

2022
- 6ª alla Maratona di Chicago ( Chicago) - 2h25'14"

2023
- 10ª alla Maratona di Londra ( Londra) - 2h24'27"